# Amphiesma celebicum
Amphiesma celebicum este o specie de șerpi din genul Amphiesma, familia Colubridae, descrisă de Wilhelm Peters și Doria 1878. Conform Catalogue of Life specia Amphiesma celebicum nu are subspecii cunoscute.